# Indigo (groupe vocal)
 (novembre 2020).
Si vous disposez d'ouvrages ou d'articles de référence ou si vous connaissez des sites web de qualité traitant du thème abordé ici, merci de compléter l'article en donnant les références utiles à sa vérifiabilité et en les liant à la section « Notes et références ».
Pour les articles homonymes, voir Indigo (homonymie).
Indigo est un groupe vocal créé en 1987 et composé de 6 membres, qui mêle dans ses spectacles des reprises de chansons et des créations, a cappella ou accompagné de quelques instruments (piano, guitare, percussions), toujours en activité. Les différents membres du groupe ont une formation et une pratique musicale classique de haut niveau (Les Arts Florissants, La  Chapelle Royale, Les Musiciens du Louvre) et se plaisent à l’utiliser dans l’exploration et le mélange de rythmes et de styles différents (variété, classique, baroque, jazzy…).

## Parcours
En 1987, Indigo sort un premier album enregistré chez STIL, dans le style swing vocal, avec des reprises de standards de jazz (Gershwin, Cole Porter, Duke Ellington…).
En 1990 et 1991, à la suite de la sortie du deuxième album (Quintet à voix), Indigo se produit en scène à Paris et dans toute la France, avec un spectacle dans lequel on retrouve toujours un certain nombre de reprises, mais avec également des adaptations de musiques jazzy sur des textes écrits par Frédéric Lair.
En 1993, la sortie d’un troisième album (Furioso), leur permet d'être nommés aux Victoires de la musique 1995.
En 1997, revenant d’une tournée dans plusieurs pays du monde, le groupe sort un album (Carnet de vol) coloré de rythmes sud-américains, et faisant place à de nombreuses créations (paroles F. Lair et musiques G. Safaru et D. Godin), toujours avec des reprises de titres de variété (Sting, Jacques Brel, Alain Souchon…)
De 2000 à 2002, c’est le spectacle Parades mis en scène par Stefan Druet qui tourne avec des créations personnelles et des reprises, toujours en entremêlant les styles différents à l’image du morceau Classicollection qui compile (à la manière de Rockollection de Laurent Voulzy) un large éventail d’extraits d’opéras, concertos et opérettes (Carmen, Ariodante, Faust, Les Contes d'Hoffmann, Le Chanteur de Mexico...), un rap baroque sur un extrait des Indes Galantes ou un numéro entier sur les musiques de films.
En 2004 sort un nouvel album, accompagné d'un nouveau spectacle baptisé Classixties, mis en scène par Anne-Marie Gros et Jean-Marie Lecoq au Théâtre Trévise, qui sera en tournée en 2005 et 2006 en France et en Europe. Dans ce spectacle, Indigo étudie l'influence de la musique classique sur les chansons des années 60, et met à jour, par l'intermédiaire de la vie de Patrice Rabuteau, des rapprochements musicaux entre Mozart et Serge Gainsbourg, Marilyn Monroe et Carmen, Sylvie Vartan et Stravinsky...
En 2007, premières de Love Bazaar, composé exclusivement de créations, au Théâtre du Gymnase, c’est de l’Indigo « pur jus », spectacle abritant pêle-mêle les amours inoxydables d'une sirène, l'abonné à la banque du sperme, le paysan esseulé, l'adepte des amours à trois ou plus, la blessée de l'inceste, le nostalgique, l'amateur de poupées, le divorce de Dieu, l'ado des raves et le vieux toujours in love, le croisé et le courtisan, le narcissique, le jaloux et le pornographe, XY chabadabada...

## Membres du groupe
- Frédéric Lair (Contre-ténor)[2]
- Pascal Gourgand (Baryton)
- Gilles Safaru (Ténor et guitare)
- Christophe Rocher (voix et Guitare)
- Vérène Westphal (voix, violoncelle et piano)
- Alain Miraucourt (voix, guitare et percussions)

Dans le passé : 
- Pascal Bertin (Contreténor)
- Philippe Choquet (Baryton-basse)
- Fabrice Chomienne (Basse)
- Dominique Godin (Piano)
- Edmond Hurtrait (Ténor)

Musiciens sur les albums studio : 
- André Ceccarelli (Batterie)
- Gérard Chomienne (Saxophone)
- Laurent de Wilde (Piano)
- Jean-Marc Jafet (guitare basse)
- Christophe Marguet (Batterie)
- Hervé Sellin (Piano)
- Jean-Philippe Viret (Contrebasse)

## Discographie

### Albums studio
- 1987 : Live at STIL

Try to remember –  The man I love – Laura – I got rhythm – Carolina – Stormy weather – Stairway to the stars – Wonderful baby – I know why – Toot, toot, tootsie – La mer – We were gathering up the roses – Mood indigo – Night and day – Graceful and easy – Take the A train –  My evaline –  When Pa was a little boy like me.
- 1990 : Quintet à voix

La bicyclette – Fruit défendu (Peanut vendor) – Septième étage (Hier et aujourd'hui) – Yesterday –Nous voyageons de ville en ville (Les Demoiselles de Rochefort) – Puttin' On the Ritz – Lola (Lullaby of Birdland) – Dérives (Les jours passent) – Que reste-t-il de nos amours  – Roue libre – La Javanaise – It ain't necessarily so – Count Basie – On the sunny side of the street – Stardust.
- 1993 : Furioso

Shake the disease – Golden Brown – Syracuse – I got plenty o' nuttin' – Champagne – Automn in New York – En flânant dans Paris – Un cinq à sept sur le Pont Neuf – Dansez sur moi – Happy together – Le poinçonneur des Lilas -Harry Lime.
- 1996 : Carnets de vol

Le monde saigne – Belle île en mer – Monsieur Lumba – Hemingway – Roxanne – Place Wenceslas – Orient express – Stop Model – La Madrague – Soledad – Les Marquises.
- 2001 : Parades

Soledad – Manolito (la Gota Fria) – Ils s'adorent – Classicollection – Je veux plus partir – Monsieur Lumba – Port-Bail – Cigarette – Dans l'allée du Roy – La foule .
- 2004 : Classixties

Cœur qui bat – Les portes du pénitencier – Oran 1961 – Apache – Daniela – Berlin – Da dou ron ron – Elle est terrible – Le clown et la lune – La plus belle pour aller danser – Capri c'est fini – La complainte du CRS (d'après Chostakovitch) – Pour une amourette – Tous les garçons et les filles – Marilyn – Biche, ma biche – Annie aime les sucettes – Cinemascoop – Pour moi la vie va commencer – Il est cinq heures, Paris s'éveille.

## Distinction
- Nomination aux Victoires de la musique 1995